# ديفيد بروكس (لاعب دوري الرغبي)
ديفيد بروكس (بالإنجليزية: David Brooks)‏ هو لاعب دوري الرغبي أسترالي، ولد في 24 مايو 1962.